# فلم مخيف 3
فيلم مخيف 3 (بالإنجليزية: Scary Movie 3) هو فيلم ساخر أمريكي من إخراج ديفيد زاكر وبطولة آنا فاريس، تشارلي شين، ريجينا هول، سيمون ريكس، ليسلي نيلسن وكوين لطيفة، صدر الفيلم في 24 أكتوبر 2003.

## روابط خارجية
مقالات تستعمل روابط فنية بلا صلة مع ويكي بيانات